# Куберо, Хонатан
Хонатан Матиас Куберо Риета (исп. Jonathan Mathías Cubero Rieta; родился 15 января 1994 года, Монтевидео, Уругвай) — уругвайский футболист, вратарь клуба «Атенас».

## Клубная карьера
Куберо начал карьеру в клубе «Серро». 4 декабря 2010 года в матче против столичного «Ливерпуля». На протяжении всех пяти сезонов Хонатан был дублёром Матиаса Ролеро.
Летом 2015 года в поисках игровой практики Куберо перешёл в «Торке». 24 октября в матче против «Бостон Ривер» он дебютировал во второй лиге Уругвая.

## Международная карьера
В 2011 году Куберо в составе юношеской сборной Уругвая принял участие в юношеском чемпионате Южной Америки в Эквадоре. На турнире он сыграл в матче против Боливии, Бразилии, Парагвая, Колумбии и дважды против Эквадора и Аргентины.
В том же году Хонатан завоевал серебряные медали юношеского чемпионата мира в Мексике. На турнире он сыграл в матчах против команд Канады, Руанды, Англии, Конго, Узбекистана, Бразилии и Мексики. По итогам соревнований Куберо был признан лучшим вратарём.
В 2011 году Хонатан завоевал бронзовые медали на Панамериканских играх в Гвадалахаре. На турнире он сыграл в матче против Коста-Рики.
В конце декабря 2012 года Куберо был включен в заявку сборной Уругвая на участие в молодёжном чемпионате Южной Америки. На турнире он сыграл в матчах против сборных Бразилии и Перу.
Летом того же года Хонатан помог молодёжной команде завоевать серебряные медали молодёжного чемпионата мира в Турции. На турнире он был запасным и на поле не вышел.

## Достижения
Международные
 Уругвай (до 17)
- Чемпионат мира по футболу среди юношеских команд — 2011
- Чемпионат Южной Америки по футболу среди юношеских команд — 2011

 Уругвай (до 21)
- Чемпионат мира по футболу среди молодёжных команд — 2013

 Уругвай (до 22)
- Панамериканские игры — 2011

Индивидуальные
- Лучший вратарь юношеского чемпионата мира — 2011